# Roberto Moll
Roberto Moll Cárdenas (Lima, 19 de julio de 1948) es un primer actor de cine, teatro y televisión, actor de doblaje y profesor de actuación peruano con nacionalidad venezolana. Es más conocido por el rol estelar de Mariano Tovar en la telenovela Carmín.

## Carrera
De padre puertorriqueño y madre peruana, Roberto Moll estudia la primaria en el colegio Maristas San Isidro y la secundaria en el Colegio Militar Leoncio Prado. En el último año de la secundaria, es presidente del club de teatro, haciendo obras clásicas con el maestro José Castro Pozo. A pesar de querer seguir profundizando en la actuación, decide inscribirse en Administración de Empresas en la Universidad de Lima, y en 1968 ingresa a la Universidad Católica de Lima a estudiar Comunicación Social, mención publicidad, carrera que combina con estudios de actuación en el Teatro de la Universidad Católica (TUC) durante dos años. En los años posteriores, cursa un año de actuación en la Universidad de Vincennes, París, talleres de actuación con Norma Aleandro y José Mon León (técnicas de Stanislavski y Brecht sobre el actor).
Moll inicia su trabajo en pequeños roles en varias telenovelas en el Perú, excepto en la telenovela Carmín, donde consigue el rol de galán. Posteriormente, emigra hacia Venezuela donde participa como protagonista del grupo de teatro "Rajatabla" en obras como Bolívar de José Antonio Rial y Señor Presidente de Miguel Ángel Asturias. Se nacionaliza venezolano en la década de los ochenta y es contratado por Radio Caracas Televisión. Su primer éxito lo obtiene en la telenovela Cristal (1985) donde interpreta al joven Darío Valmore, enamorado de Eliana Ascanio (Gigi Zanchetta), la hermana de su mejor amigo Luis Alfredo Ascanio (Carlos Mata). Trabaja también en la telenovela Abigaíl como antagonista. Posteriormente, participa en otras telenovelas como Por estas calles, Kassandra, El desafío y Reina de corazones. En dicho país también trabaja en la especialidad de doblaje en la empresa Etcétera Group, principalmente doblando telenovelas brasileñas.
En el año 2002, Moll actúa con Astrid Carolina Herrera en la telenovela La mujer de Judas y en 2005, con Mario Cimarro en la telenovela El cuerpo del deseo.
En el año 2010, participa junto a Mauricio Ochmann y Sandra Echeverría en la telenovela El clon, donde interpreta al Dr. Augusto Albieri, un especialista en genética que decide crear un clon del protagonista.
Durante 2011 y 2012, en el Teatro Municipal de Valencia, presenta el monólogo Allende, en el cual interpreta a Salvador Allende.
En abril de 2012, de regreso a Lima, interpreta a Van Helsing en la obra de teatro Drácula de Bram Stoker. Terminada la temporada regresa a Venezuela a protagonizar La planta insolente, una película basada en la vida del presidente Cipriano Castro, y vuelve a Perú para actuar en dos obras teatrales: Nuestro pueblo dirigida por Chela de Ferrari, y otra dirigida por Roberto Ángeles. Moll también comparte su tiempo como profesor en talleres de actuación.
En 2014, integra el elenco principal de Al fondo hay sitio en donde se mantiene hasta el 2016, interpretando a "Don Alejo", el padre de Rosario Flores (Mónica Sánchez).
En 2018, participa en la telenovela musical Cumbia pop, en donde interpreta al antagonista Lucio Santana.

## Vida personal
En 1984, contrae matrimonio con la también actriz Carmen Padrón, con quien tiene una hija de nombre Natasha Moll, quien también es una reconocida actriz venezolana.

## Filmografía

### Televisión

#### Series y telenovelas
- Loco amor (1983–1984) como Jorge Augusto (Doblaje Latino).
- Carmín (1984-1986) como Profesor Mariano Tovar.
- Cristal (1985–1986) como Darío Valmore.
- Zana (1986).
- Selva María (1987–1988) como Dr. Andrés Ávila.
- Roberta (1987) como Adolfo.
- Señora (1988–1989) como Arturo Sandoval.
- Abigaíl (1988–1989) como Álvaro Dos Santos Ortiz.
- Alondra (1989) como Rubén Dario.
- El desprecio (1991–1992) como Gabriel Barón.
- Por estas calles (1992–1994) como Mauro Sarría Vélez.
- Kassandra (1992–1993) como Manrique Alonso.
- El desafío (1995) como Aquiles Hurtado.
- Obsesión (1996) como Elías Ventura-Miller.
- La noche (1996) como Alejandro Molina.
- Leonela, muriendo de amor (1997) como Joaquín Machado.
- Reina de corazones (1998–1999) como Odilo Santos.
- María Emilia, querida (1999–2000) como Esteban Briceño.
- Hay amores que matan (2000) como Francisco "Pancho" Tejedor.
- Mis 3 hermanas (2000) como Jacinto Estrada / Jaime Contreras.
- La soberana (2001) como Don Víctor Quintana.
- La mujer de Judas (2002) como Don Buenaventura Briceño.
- Amor descarado (2003–2004) como Camilo Fuentemayor.
- ¡Anita, no te rajes! (2004–2005) como Abelardo Reyes.
- El cuerpo del deseo (2005–2006) como Walter Franco.
- Te tengo en salsa (2006–2007) como Salvatore Perroni.
- El clon (2010) como Augusto Albieri.
- El enano (2010) como "Papá Pitufo".
- La chica de mis sueños (2011) como Ernesto Ortega.
- Al fondo hay sitio (2014–2016; 2022 Foto en spot televisivo, 2023-presente) como Mariano Alejandro Flores Tovar "Don Alejo".
- Cumbia Pop Vol. 1 (2018) como Lucio Santana de Montes de Oca.
- Un selfie para recordar (2019) como Aleksandr Nikitich Petrov (Doblaje Latino).
- Los otros libertadores (2021) como General José Manuel de Carratalá Martínez "José Carratalá".
- Misión de vida (2021) como Pastor "Pr." Ock Soo Park (Doblaje Latino).
- Alguien está mintiendo (2021–2022) como Padre Harris (Doblaje Latino).
- La guerra no declarada (2022) como John Yeabsley (Doblaje Latino).
- Angelyne (2022) como Joe Haywood, Hugh Marston Hefner / "Hugh Hefner" / "Hef", Desconocido y Voces adicionales (Doblaje Latino).
- Ahogar (2022) como Tommy (Doblaje Latino).
- WWE Maldad (2022) como Presidente Eric Aaron Bischoff (Doblaje Latino).
- Los otros libertadores 2 (2022) como General José Manuel de Carratalá Martínez "José Carratalá".
- Perdóname (2023) como Alberto Ferradas.
- Pituca sin Lucas (2024) como Bernardo Iglesias.

#### Programas
- Domingo al día (2014) como Invitado.
- Estás en todas (2015) como Invitado.
- Al aire (2016) como Invitado.
- TV Perú noticias (2019) como Invitado.
- Scenika (2021) como Invitado.

### Cine
- Estación de amor (1974)
- Bodas de papel (1979) como Espectador.
- Luna llena (1992) como Pedro.
- Matenme, por favor (1991) como José Luis  Istúriz.
- Inocente en linea (1991) como Damaso Aguirre.
- Dragones: Destino de fuego (2005) como Rey John / "Rei John" (Voz).
- Por un polvo (2008) como Ray.
- Cielo oscuro (2012) como Señor Mauricio Orejuela.
- Calichín (2016) como Padre (Voz).
- La planta insolente (2017) como José Cipriano Castro Ruiz.
- ¡En el campo! (2020) como Marc Dufumier (Doblaje Latino).

### Vídeos musicales
- Pasa todo (1995).
- Las Lomas (2016) (De Juan Carlos Fernández) como "Don Alejo".
- Al fondo hay sitio (2016) (De Tommy Portugal) como "Don Alejo".

### Estudios y empresas de doblaje
- Torre a doblaje como Miembro del plantel actoral.
- Etcétera Group como Miembro del plantel actoral.

## Teatro
- Bolívar (1982–1985) como Simón José Antonio de la Santísima Trinidad Bolívar Ponte Palacios y Blanco "Simón Bolívar" / "El Libertador".
- Señor Presidente.
- El Rey Lear (2001) (Teatro: Teatro Municipal de Lima).
- Bolívar: La gloria de un general (2009) como Simón José Antonio de la Santísima Trinidad Bolívar Ponte Palacios y Blanco "Simón Bolívar" / "El Libertador".
- Allende (2011–2012) como Salvador Guillermo Allende Gossens (Teatro: Teatro Municipal de Valencia).
- Drácula (2012) como Profesor Abraham van Helsing (Teatro: Teatro La Plaza (Lima)).
- Música (2018) (Teatro: Teatro Ricardo Blume (Lima)).
- 33 variaciones (2019) como Ludwig van Beethoven (Teatro: CCPUCP (Lima)).
- Inmortal (2020–2021) como Ludwig van Beethoven (Teatro: CCPUCP (Lima)).

## Eventos
- Venezuela en los Juegos Olímpicos de Melbourne (1956) como Concursante de Equitación.
- Los Premios 2 de Oro 2007 (Edición Especial) (2007) como Presentador Especial.

## Premios y nominaciones
| Año  | Premio                       | Categoría                      | Trabajo        | Resultado | Ref.  |
| ---- | ---------------------------- | ------------------------------ | -------------- | --------- | ----- |
| 2018 | Premios Luces de El Comercio | Mejor Actor de Teatro          | Música         | Nominado  | [ 5 ] |
| 2019 | Premios Luces de El Comercio | Mejor Actor de Artes escénicas | 33 variaciones | Nominado  | [ 6 ] |
| 2020 | Premios Luces de El Comercio | Mejor Actor de Artes escénicas | Inmortal       | Nominado  | [ 7 ] |